# البافارية
البَوَارِيَّةُ (بالبوارية: Boarisch) مجموعة كبيرة من اللسن الجرمانية العليا المتحدثة في منطقة بوارية، الواقعة جنوب شرق مناطق تحدث اللغة الألمانية.
يتحدث البوارية ما يقارب 12 مليون شخص في منطقة جغرافية بمساحة 125,000 كيلومتر مربع، ما يجعلها الاكبر من بين اللهجات الجرمانية. يمكن العثور على البوارية في ولاية بوارية، معظم جمهورية النمسا، ومقاطعة بلسانة في شمال إيطاليا.

## اللهجات
مجموعات اللهجات الثلاث الأساسية للبافارية هي:
- البوارية الشمالية: متحدثة في بوارية العليا وبوارية السفلى وبالاتينات العليا وفرانكونيا العليا ومقاطعة وونسيدل.
- البوارية الوسطى: متحدثة على امتداد نهري إيسار والدانوب الرئيسيَّين، ومن المناطق التي تستعمل فيها: ميونخ (20% من السكان)، وبوارية العليا، وبوارية السفلى، وجنوب بالاتينات العليا، ومقاطعة شوابيا، والأجزاء الشمالية من ولاية سالزبورغ، والنمسا العليا، والنمسا السفلى، وفيينا، وشمال بورغنلاند.
- البوارية الجنوبية: متحدثة في ولاية تيرول ومقاطعة بولسانو وكيرنتن وشتايرمارك وجنوب ولايتي سالزبورغ وبورغنلاند.

## التاريخ
يعود أصل اللهجة البوارية إلى قبيلة جرمانية عرفوا بالبَيْوَارِيِّينَ، كانت قد أسَّست دوقية قبلية، غطَّت معظم أرض بوارية الحديثة وأجزاءً من النمسا خلال العصور الوسطى، حتى تمكَّن شارلمان من إسقاطها على أيامه. إلا أن البايوفاريين هاجروا تدريجياً جنوباً نحو نهر الدانوب وجبال الألب، وهي مناطق لا زال يُنطَق فيها باللهجات البوارية. ويُسمِّى اللغويون الألمان مجموعة اللهجات الجرمانية الشرقية العليا هذه اليوم "البوارية"، وهي: البالانتية العليا (البوارية الشمالية) والدانوبية أو البوارية الدانوبية (البوارية الوسطى) والبوارية الألبية (البوارية الجنوبية).
كانت جميع هذه المناطق ولايات تابعة للإمبراطورية الرومانية، وكانت لغات سكانها مبنيَّة على اللغة اللاتينية، إلا أن لهجات القبائل الجرمانية المهاجرة حلَّت مكان هذه اللغات عقب طرد أغلب السكان السابقين أو ذوبانهم في المجتمع الجرماني الجديد. وقد كان ما حدث في هذه الولايات كان معاكساً للحال في غالة وهسبانيا، حيث لم تؤثر لغة الجرمانيين الغزاة إلا قليلاً على اللهجات الرومانية التي كان يتحدَّثها السكان المحليون.